# Roberto Fiore
Pour les articles homonymes, voir Fiore.
Roberto Fiore, né le 15 avril 1959 à Rome, est un homme politique italien.
Dans les années 1970, il est l'un des fondateurs et dirigeants du mouvement Lotta studentesca, puis de l'organisation nationale-révolutionnaire Terza Posizione. Il est également l'un des membres fondateurs du mouvement européen Terzo Polo, qui tente de fédérer les forces politiques hostiles à la fois au communisme et au capitalisme. 
Il dirige ensuite le parti Forza Nuova et siège comme député au Parlement européen entre 2008 et 2009. Il est en outre secrétaire général de l'alliance européenne Front national européen jusqu'à sa dissolution. Il se définit comme national-révolutionnaire et catholique.

## Situation personnelle
Il détient une fortune de plusieurs millions d’euros.

## Parcours politique

### Débuts
Il fonde en 1978, avec Giuseppe Dimitri et Gabriele Adinolfi, l'organisation politique Terza Posizione (signifiant « troisième position » et abrégée en « TP »), une organisation néofasciste et nationaliste révolutionnaire se voulant à la fois opposée à l'impérialisme américain et à l'impérialisme soviétique.
L'appareil idéologique à la base de TP diffère de celui des organisations néo-fascistes homologues extraparlementaires, tant du point de vue du mouvement que de la revendication d'une position équidistante de la gauche marxiste et de la droite capitaliste et conservatrice : la première est, selon TP, soumise à l'Union soviétique, et les autres aux États-Unis.
En août 1980, le bureau du procureur de Bologne émet deux mandats d’arrêt à l'encontre des dirigeants de TP, Fiore et Adinolfi, après que la police a trouvé des explosifs et des armes dans un bureau local de TP.

### Exil au Royaume-Uni
Soupçonné d’être mêlé à l'attentat de la gare de Bologne, Roberto Fiore s'exile au Royaume-Uni pour éviter d'être arrêté,. Le magazine antifasciste Searchlight affirme que Fiore a travaillé pour les services de renseignement britanniques. L'intéressé nie toute connexion avec ces services, mais les doutes persistent.
En 1986, grâce à leur amitié avec Nick Griffin et d'autres militants d'extrême droite, Roberto Fiore et Massimo Morsello fondent Meeting Point, renommé plus tard Easy London. Il s’agit d’une société qui aide les jeunes étudiants et travailleurs à vivre et à travailler à Londres en leur fournissant des emplois, lits et contrats.

### Retour en Italie et Forza Nuova
Roberto Fiore retourne ensuite en Italie et se montre actif en politique en tant que dirigeant du parti nationaliste Forza Nuova (cofondé avec Morsello), l’un des éléments constitutifs d’Alternativa Sociale, allié à la Maison des libertés pour les élections générales de 2006.
En 2008, Roberto Fiore rejoint, en tant que conférencier, le festival nordique identitaire Nordiska Festivalen, en Suède, où il parle de l'identité et de l'unité européennes. La même année, il participe à Budapest aux commémorations de l’insurrection hongroise contre l’URSS en 1956, à l'invitation du mouvement d'extrême droite hongrois HVIM. En 2009, il prononce un discours au festival annuel Red White & Blue du Parti national britannique.
Il est député européen, occupant le siège laissé vacant par Alessandra Mussolini, en 2008-2009. 
En mars 2011, il dirige les manifestations de Forza Nuova contre la vague d'immigrés clandestins sur l'île de Lampedusa, qui dépasse alors le nombre d'habitants de l’île, déclarant à la foule : « Les habitants nous demandent maintenant de contribuer à la sécurité des plages, et si le gouvernement continue à manquer à son devoir de protéger la population, ainsi que l'intégrité territoriale de l'Italie et de l'Europe, nous relèverons ce défi. »
Il participe au saccage du siège de la Confédération générale italienne du travail à Rome le 9 octobre 2021, ce qui lui vaut d’être arrêté le lendemain,. Le 20 décembre 2023, il est condamné à huit ans et demi de prison pour cet assaut. 

## Positionnement
Roberto Fiore est généralement considéré comme un dirigeant néofasciste,. En Angleterre, il est un ami proche de Nick Griffin et, après son départ du National Front, contribue au lancement de la International third position. Il s'inspire du philosophe traditionaliste Julius Evola et écrit sur des sujets tels que le traditionalisme[Lequel ?] et la troisième position.